# Divocí hoši
Divocí hoši (v anglickém originále The Wild Boys) je román amerického spisovatele Williama Sewarda Burroughse, poprvé vydaný v roce 1971 nakladatelstvím Grove Press. Popisuje homosexuální hnutí mládeže, jehož cílem je pád západní civilizace. Děj je zasazen do apokalyptického konce dvacátého století. Do češtiny knihu přeložil Josef Rauvolf a její vydání chystá nakladatelství Maťa.
V roce 1972 Burroughs pracoval na scénáři založeném na románu, který plánoval natočit jako nízkorozpočtový pornografický film. O projektu jednal producentem erotictkých filmů Fredem Halstedem, ale nakonec od něj odstoupil. Později chtěl podle knihy natočit film režisér Russell Mulcahy, přičemž soundtrack měla vytvořit kapela Duran Duran. Ani tento projekt nebyl realizován. Kapela Duran Duran však nahrála píseň „The Wild Boys“ inspirovanou románem.
Skupina The Soft Boys si svůj název zvolila podle této a další Burroughsovy knihy, Hebká mašinka (The Soft Machine).